# ماي غريني
ماي غريني (بالإنجليزية: May Greene)‏ هي ملحنة أمريكية، (ولدت في عام 1890  م).